# Isopsera denticulata
Isopsera denticulata är en insektsart som beskrevs av Viktor von Ebner-Rofenstein 1939. Isopsera denticulata ingår i släktet Isopsera och familjen vårtbitare. Inga underarter finns listade i Catalogue of Life.